# Ochna integerrima
Ochna integerrima ist eine Pflanzenart aus der Gattung Nagelbeeren (Ochna) innerhalb der Familie der Ochnaceae. Im südlichen Vietnam machen die leuchtend gelben Blüten Ochna integerrima zu einer beliebten Zierpflanze, die im Zusammenhang mit dem Tết Nguyên Đán (Neujahrsfest) eine wichtige Rolle als Blumenschmuck spielt. Ochna integerrima ist auch die Nationalblume der Provinz Mukdahan in Thailand.

## Beschreibung

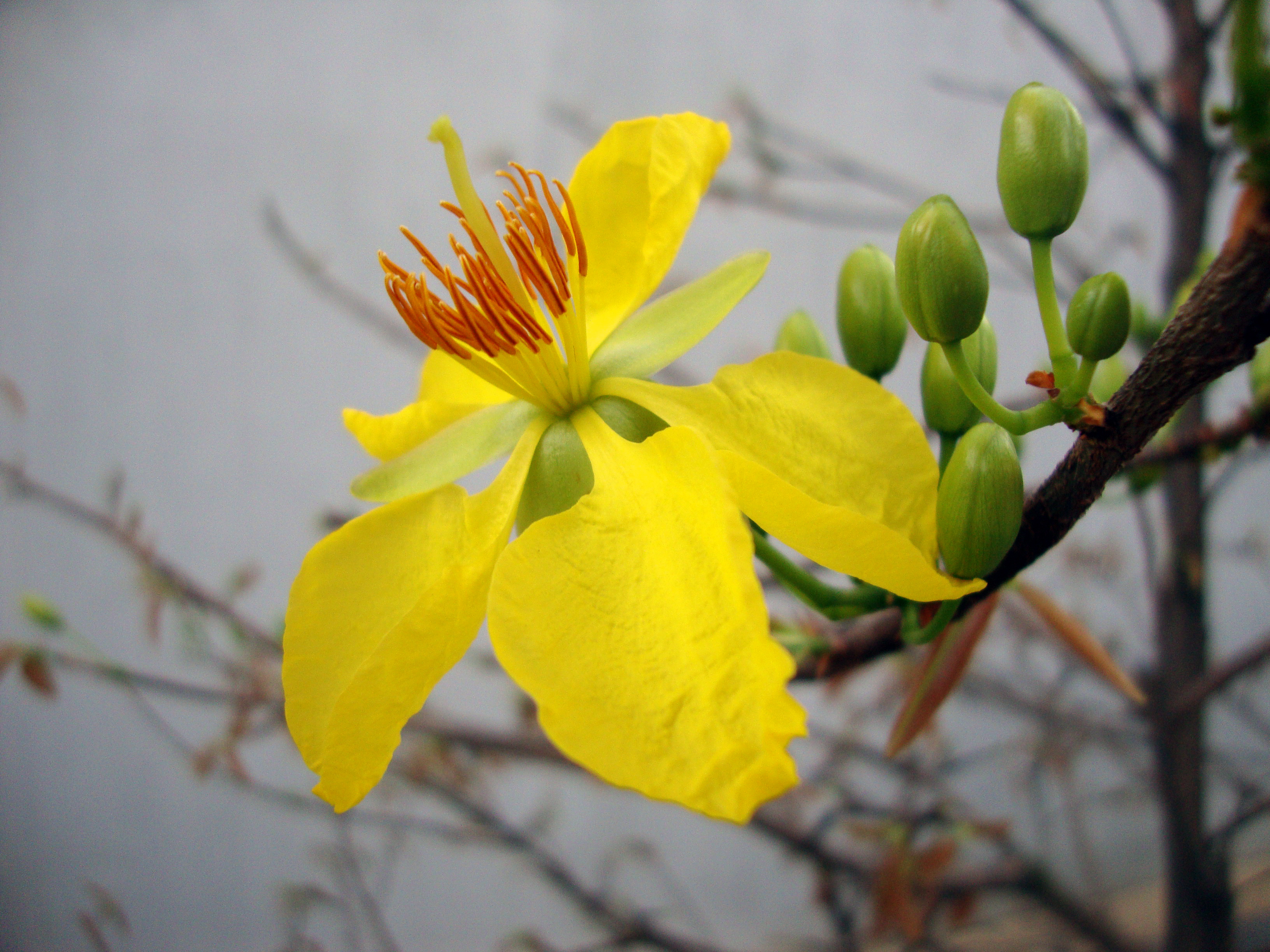
Zweig mit Blütenständen, Blütenknospen und Blüte im Detail

### Vegetative Merkmale
Ochna integerrima wächst als laubabwerfender, kleiner Baum oder Strauch und erreicht Wuchshöhen von 2 bis über 10 Meter. Der kurze Stamm erreicht Brusthöhendurchmesser bis über 40 Zentimetern. Die Rinde der Zweige ist kahl und grau-bräunlich.
Die wechselständig an den Zweigen angeordneten Laubblätter sind in Blattstiel und -spreite gegliedert. Der kurze Blattstiel ist nur 2 bis 5 Millimeter lang. Die einfache, kahle und ledrige Blattspreite ist bei einer Länge von 7 bis 19 Zentimetern sowie einer Breite von 3 bis 5,5 Zentimetern elliptisch, lanzettlich oder verkehrt-eiförmig bis -eilanzettlich mit keilförmigen Spreitengrund, spitzem oder stumpfem oberen Ende und leicht gekerbtem bis gesägtem Rand. Die Laubblätter von Ochna serrulata sind ähnlich, jedoch schmaler und deutlicher gezähnt oder gesägt. Die gefiederte Nervatur besitzt 7 bis 15 Paaren schräg angeordnete Seitenadern. Die bei einer Länge von 2 bis 7 Millimetern kleinen Nebenblätter fallen früh ab.

### Generative Merkmale
Die Blütezeit reicht von März bis April. Die achselständigen und kurzen, thyrsigen Blütenstände (Infloreszenzen) enthalten einige Blüten. Die Blütenstiele sind bis zu 4 Zentimeter lang.
Die zwittrigen, duftenden und gestielten, meist fünfzähligen Blüten besitzen eine doppelte Blütenhülle. Die meist fünf freien, anfänglich grünen und schmal-eiförmigen Kelchblätter sind bei einer Länge von 1,3 bis 2 Zentimetern oval. Sie sind während der Fruchtreife rot, beständig und zurückgebogen. In Vietnam werden Mai Vang (übersetzt „gelbe Mai“, fünfzählig), und Mai Nui (übersetzt „Berg-Mai“, fünf- bis neunzählig) unterschieden. Die gelben, genagelten Kronblätter sind 1 bis 1,4 Zentimeter lang, mit rundlicher bis eiförmiger Platte. Die Staubblätter stehen in drei Kreisen und sind 0,9 bis 1,2 Zentimeter lang. Der zehn- bis zwölfkammerigen, -lappige Fruchtknoten ist oberständig mit einem langen, gynobasischen, zylindrischen Griffel. Die Narbe ist leicht gelappt.
Nach der Anthese schwellen die Blütenböden an und die Blüten ohne die abgefallenen Kronblätter und Antheren färben sich leuchtend rot; die Früchte haften dem Blütenboden an. Die bei Reife schwarzen, glatten Steinfrüchte (Merikarpien) weisen eine Länge von 10 bis 12 Millimetern sowie einen Durchmesser von 6 bis 7 Millimetern auf. Die Fruchtreife erfolgt von Mai bis Juni.

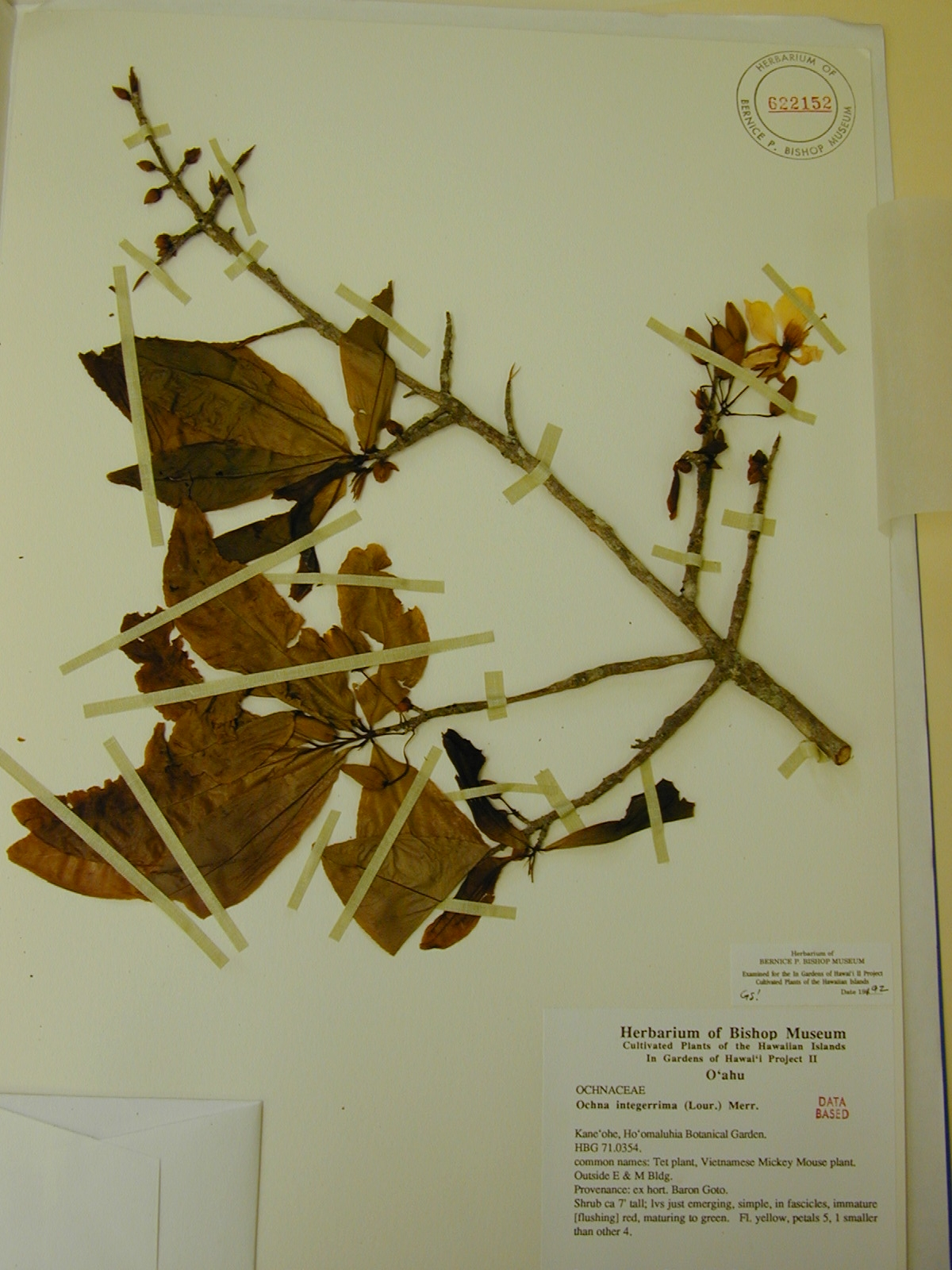
Ochna integerrima, Herbarbeleg

## Vorkommen
Ochna integerrima ist in den sommergrünen Wäldern Südostasiens weitverbreitet: in den chinesischen Provinzen Guangdong, Guangxi sowie Hainan; im nordöstlichen Indien, Andamanen und Nikobaren; Bangladesch; (Myanmar); auf der Malaiische Halbinsel; und in Indochina (in Laos nur in Khammouan). Sie kommt als Unterwuchs in feuchten oder trockeneren Wäldern vor, oft vergesellschaftet mit Dipterocarpaceen in hügeligen Gebieten mit lehmigem, sandigem oder felsigem Untergrund. Sie gedeiht in Höhenlagen bis zu 1400 Metern.

## Taxonomie
Die Erstveröffentlichung erfolgte 1790 unter dem Namen (Basionym) Elaeocarpus integerrimus durch João de Loureiro, in Flora Cochinchinensis, Volume 1, S. 338. Die Neukombination zu Ochna integerrima wurde 1935 durch Elmer Drew Merrill in Transactions of the American Philosophical Society, New series, Volume 24, Issue 2, S. 265–266 veröffentlicht. Weitere Synonyme für Ochna integerrima (Lour.) Merr. sind: Diporidium brevipes (Planch.) O.Kuntze, Diporidium wallichii (Planch.) O.Kuntze, Discladium harmandii Van Tiegh., Discladium wallichii (Planch.) van Tiegh., Euthemis elegantissima Wall., Euthemis pulcherrima Wall., Ochna andamanica Kurz, Ochna brevipes Planch., Ochna crocea Griff., Ochna fruticulosa Kurz, Ochna grandis Ridl., Ochna harmandii (van Tiegh.) Lecomte, Ochna nitida Wall., Ochna parviflora Griff., Ochna pruinosa Pierre ex Lecomte, Ochna squarrosa Kurz, Ochna stipulacea Colebr. ex Wall., Ochna wallichii Planch., Ouratea crocea (Griff.) Burkill, Polythecium pruinosum Pierre ex van Tiegh.

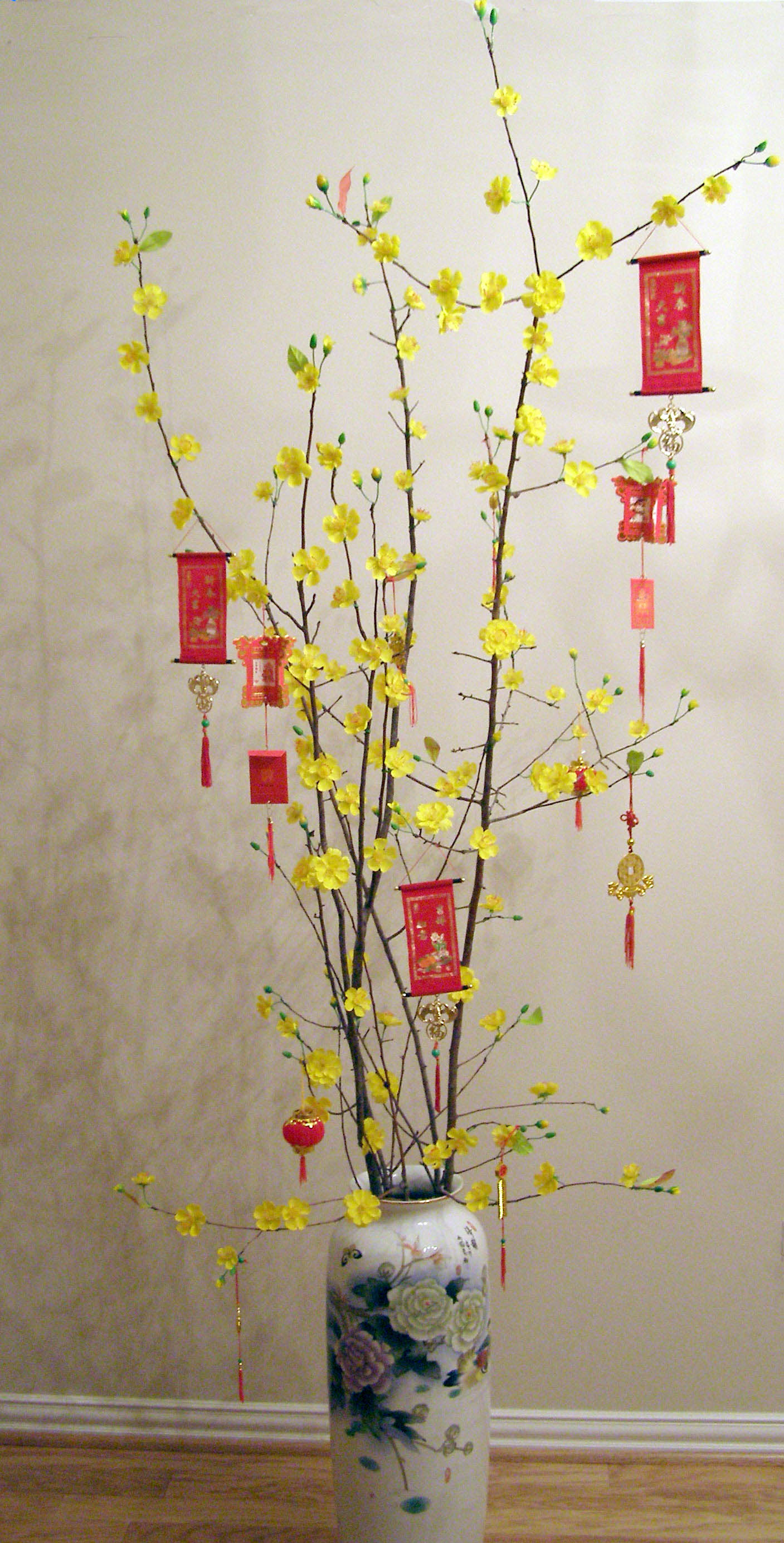
Vase mit blühenden Zweigen

## Trivialnamen
Diese Pflanzenart ist weit verbreitet und beliebt, daher sind regional verschiedene Namen in Gebrauch (vietnamesisch Hoa Mai, Hoàng Mai, thailändisch ช้างน้าว Chang nao chinesisch 金莲木科, Pinyin jin lian mu ke). In Kambodscha heißt sie angkea (អង្គា), angkeasel (អង្គាសីល), angkea loeung អង្គាលឿង oder kongkea គង្គា.
Im englischen Sprachraum ist die Bezeichnung Vietnamese Mickey-Mouse plant in Gebrauch, wobei auch Ume gelegentlich als Mickey-Mouse Plant bezeichnet wird. Weitere Handelsnamen sind Bird’s Eye Bush, Small-leaved plane und Carnival bush.
Es gibt eine weiße Hybride Ochna Alba (viet. Bach Mai).

## Nutzung
Oft wird sie als Zierpflanze verwendet.
Wurzeln und Rinde werden als Abführmittel zu Wurmkuren verwendet und für lymphatische Beschwerden. Die Rinde wird auch gegen Halsweh eingesetzt.